# Тысячелетняя пчела (фильм, Словакия)
Тысячелетняя пчела I—II (словац. Tisícročná včela I—II) — цветной двухсерийный (изначально четырёхсерийный) художественный фильм-драма, снятый в 1983 году словацким режиссёром Юраем Якубиско. Один из наиболее известных в мире словацких фильмов. В основе сюжета фильма — одноимённый роман словацкого прозаика Петера Яроша.
Совместное производство Чехословакии («Словацкий фильм Братислава», Студия игрового кино Братислава-Колиба, 2-е творческо-производственное объединение) и Федеративной Республики Германии («Бета-фильм Мюнхен»). Продолжительность — 163 минуты.
В 1985 году фильм был выдвинут на премию «Оскар» как лучший фильм на иностранном языке, однако в число номинантов так и не попал.

## Премьера
Премьера фильма состоялась 5 октября 1983 года. Телевизионная премьера — 13.12.1984 (часть первая), 14.12.1984 (часть вторая), 21.12.1984 (часть третья), 22.12.1984 (часть четвёртая).

## Сюжет
Сага о династии каменщиков по фамилии Пиханда. Действие фильма преимущественно происходит в небольшой словацкой деревушке в 1887 — 1917 годах. В первой части фильма повествуется о жизни Мартина Пиханды и его работе каменщиком, вторая часть рассказывает о сыне Мартина — Само и периоде обостряющегося общественно-политического кризиса, который в итоге приводит к началу Первой мировой войны.

## Актёрский состав и съёмочная группа
В ролях
- Штефан Кветик[словац.] (Само Пиханда)
- Йозеф Кронер (Мартин Пиханда)
- Михал Дочоломанский[словац.] (Валент Пиханда)
- Ивана Валешова (Мария)
- Эва Якоубкова (Кристина)
- Яна Яновска (Ружена)
- Штефан Шафарик (Аноста)
- Павол Микулик[словац.] (Юло Митрон)
- Милан Киш[словац.] (цирюльник Дропа)
- Игорь Чиллик (Шванда)
- Зденек Блажек (Гунар)
- Иржи Цислер[чеш.] (Белани)
- Яна Доланска (Ганка)
- Барбора Штепанова[чеш.] (Гермина)
- Яна Бржезинова[чеш.] (Матильда)
- Зузана Быджовска[чеш.] (Стазка)
- Гуго Каминский (Гадерпан)
- Самуэль Адамчик[словац.] (Орфанидес).
- Художник-постановщик: Милош Калина
- Авторы сценария: Петера Ярош[словац.], Юрай Якубиско
- Композитор: Петр Гапка
- Оператор: Станислав Доршиц[словац.]
- Художник по костюмам: Милан Чорба[чеш.]
- Режиссёр монтажа: Патрик Пашш, Юдита Фатулова
- Директор картины: Вильям Чанки

## Место съёмок
- Натурные съёмки в городах: Братислава и окрестности, Липтов, Орава, Спиш, Леднице, Банска-Бистрица

## Награды
- Фестиваль чешского и словацкого кино, финал, Пльзень, 1990 — Главный приз «Зимородок»
- Премия чехословацких журналистов, 1984
- 35-й кинофестиваль трудящихся, 1984 
 • Премия чехословацкой кинокритики, 1983 год
- 40-й Венецианский международный кинофестиваль, 1984 
 • Премия «Золотой Феникс» за художественное оформление и лучшую операторскую работу 
 • Kaтолическая премия
- ФЕСТ, Белград, 1984 
 • Премия ЮНИСЕФ
- 4-й международный кинофестиваль в Севилье, 1984 
 • Главный приз Конфедерации испанских киноклубов 
 • лучший фильм
- 22-й фестиваль чехословацкого кино в городе Банска-Бистрица, 1984 
 • Премия Союза чехословацких театральных деятелей